# Ruisseau de Pech d'Acou
Le ruisseau de Pech d'Acou est une rivière du sud de la France qui coule dans les départements de l'Aude. C'est un affluent de la Vixiège, donc un sous-affluent de la Garonne par l'Hers-Vif, puis par l'Ariège.

## Géographie
De 10,6 km de longueur, le ruisseau de Pech d'Acou prend sa source dans les Pyrénées dans le Aude commune de Saint-Gaudéric sous le nom de ruisseau de Tone et se jette dans la Vixiège sur la commune de Gaja-la-Selve.

### Départements et communes traversés
- Aude : Saint-Gaudéric, Gaja-la-Selve, Ribouisse, Saint-Julien-de-Briola, Orsans.

## Principal affluent
- Ruisseau de Gélade : 6,7 km